# PCHA 1913–14

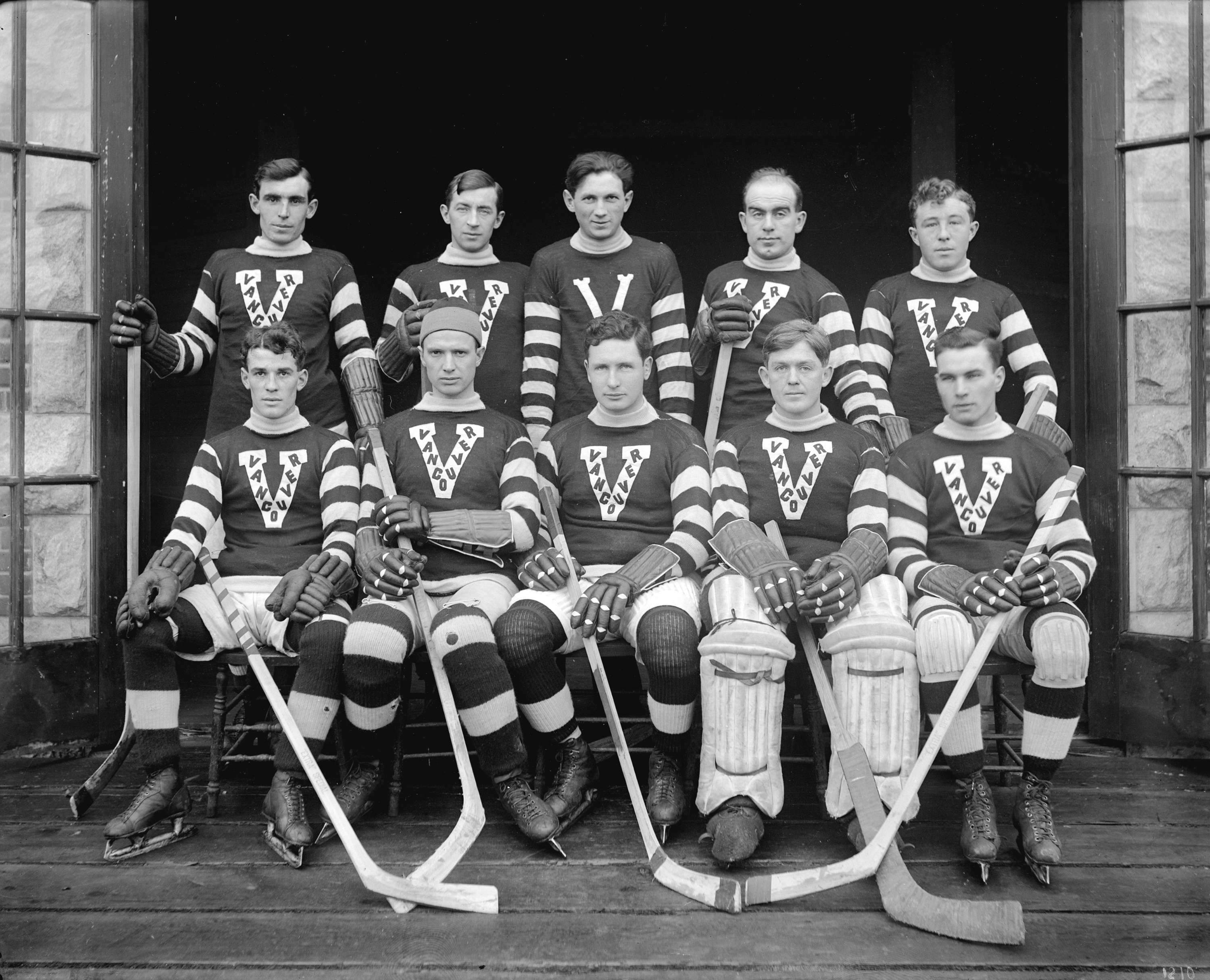
Vancouver Millionaires säsongen 1913–14. Övre raden, från vänster: Smokey Harris, Sibby Nichols, Pete Muldoon, Cyclone Taylor, Chuck Clark. Främre raden, från vänster: Rusty Lynn, Si Griffis, Frank Patrick, Allan Parr, Frank Nighbor.

PCHA 1913–14 var den tredje säsongen av den professionella ishockeyligan Pacific Coast Hockey Association och spelades mellan 5 december 1913 och 24 februari 1914.

## Grundserie
De tre lagen från de två föregående säsongerna i Vancouver, Victoria och New Westminster utgjorde även PCHA under dess tredje säsong 1913–14, med den enda skillnaden att Victoria Senators bytt namn till Victoria Aristocrats. Vancouver Millionaires värvade centern Frank Nighbor från Ottawa Senators i NHA och han gjorde 15 poäng på 11 spelade matcher.
Lagen var spelade 16 matcher var och Victoria Aristocrats vann ligan efter att ha spelat ihop 20 poäng, sex fler poäng än New Westminster Royals och åtta före Vancouver Millionaires. Aristocrats reste efter säsongen till Toronto och spelade en informell matchserie om Stanley Cup mot NHA-mästarna Toronto Blueshirts men förlorade i tre raka matcher.
Cyclone Taylor i Vancouver Millionaires vann poängligan med 24 mål och 15 assists för totalt 39 poäng på 16 matcher.

### Tabell
M = Matcher, V = Vinster, F = Förluster, O = Oavgjorda, GM = Gjorda mål, IM = Insläppta mål, P = Poäng
|                        | M  | V  | F | O | GM | IM | P  |
| ---------------------- | -- | -- | - | - | -- | -- | -- |
| Victoria Aristocrats   | 16 | 10 | 6 | 0 | 80 | 67 | 20 |
| New Westminster Royals | 16 | 7  | 9 | 0 | 75 | 81 | 14 |
| Vancouver Millionaires | 16 | 7  | 9 | 0 | 76 | 83 | 12 |

### Målvaktsstatistik
M = Matcher, V = Vinster, F = Förluster, SM = Spelade minuter, IM = Insläppta mål, N = Hållna nollor, GIM = Genomsnitt insläppta mål per match
|               | Lag             | M  | V  | F | SM   | IM | N | GIM  |
| ------------- | --------------- | -- | -- | - | ---- | -- | - | ---- |
| Bert Lindsay  | Victoria        | 16 | 10 | 6 | 1012 | 80 | 0 | 4.74 |
| Hughie Lehman | New Westminster | 16 | 7  | 9 | 997  | 81 | 0 | 4.87 |
| Allan Parr    | Vancouver       | 15 | 6  | 9 | 923  | 83 | 0 | 5.40 |
| Chuck Clarke  | Vancouver       | 1  | 1  | 0 | 60   | 6  | 0 | 6.00 |

### Poängligan
|                  | Lag             | Matcher | Mål | Assists | Poäng |
| ---------------- | --------------- | ------- | --- | ------- | ----- |
| Cyclone Taylor   | Vancouver       | 16      | 24  | 15      | 39    |
| Albert Kerr      | Victoria        | 16      | 20  | 11      | 31    |
| Tommy Dunderdale | Victoria        | 16      | 24  | 4       | 28    |
| Eddie Oatman     | New Westminster | 14      | 22  | 5       | 27    |
| Ken Mallen       | New Westminster | 16      | 20  | 6       | 26    |
| Ran McDonald     | New Westminster | 16      | 15  | 5       | 20    |
| Sibby Nichols    | Vancouver       | 12      | 14  | 6       | 20    |
| Frank Patrick    | Vancouver       | 16      | 11  | 9       | 20    |
| Georges Poulin   | Victoria        | 15      | 9   | 9       | 18    |
| Fred Harris      | Vancouver       | 15      | 14  | 3       | 17    |

## Stanley Cup
ÖT = Övertid
| Datum   |                      | Mål |                    | Mål | Regler | Noter    |
| ------- | -------------------- | --- | ------------------ | --- | ------ | -------- |
| 14 mars | Victoria Aristocrats | 2   | Toronto Blueshirts | 5   | NHA    |          |
| 17 mars | Victoria Aristocrats | 5   | Toronto Blueshirts | 6   | PCHA   | ÖT 15:00 |
| 19 mars | Victoria Aristocrats | 1   | Toronto Blueshirts | 2   | NHA    |          |